# Martin Terrier
Martin Albert Frédéric Terrier, född 4 mars 1997, är en fransk fotbollsspelare som spelar för Rennes.

## Karriär
Den 6 juli 2020 värvades Terrier av Rennes, där han skrev på ett femårskontrakt.